# رومانو آرتیولی
رومانو آرتیولی (زاده ۵ دسامبر ۱۹۳۲، در موگلیا) یک کارآفرین ایتالیایی و مالک پیشین برندهای اتومبیل بوگاتی و لوتوس است.
آرتیولی در موگلیا در استان مانتوآ متولد شد و در بولزانو بزرگ شد، جایی که در دهه ۱۹۸۰ یکی از بزرگ‌ترین نمایندگی‌های فراری در جهان را اداره می‌کرد که در شمال ایتالیا و جنوب آلمان به فروش می‌رسید. او همچنین خودروهای ژاپنی را وارد کرد و مالک Autoexpò بود که در سال ۱۹۸۲ اولین واردکننده ایتالیایی سوزوکی شد.
او توسط فروچیو لامبورگینی و پائولو استانزانی تشویق شد تا بوگاتی اینترنشنال را تأسیس کند، یک شرکت هلدینگ که نام تجاری بوگاتی را در سال ۱۹۸۷ با یان کی بریتفلد به‌عنوان رئیس هلدینگ خریداری کرد. آرتیولی رئیس شرکت بوگاتی اتومبیلی SpA شد که بوگاتی ئی‌بی۱۱۰ را میان سال‌های ۱۹۹۱ تا ۱۹۹۵ ساخت. در سال ۱۹۹۳، همسرش رناتا کتمیر، سازنده اقلام لوکس اتوره بوگاتی مستقر در بولزانو را با استفاده از آرم بوگاتی "EB" تشکیل داد. مشارکت آنها در سپتامبر ۱۹۹۵ به دلیل ورشکستگی پایان یافت، و در نهایت شرکت توسط فولکس واگن در آوریل ۱۹۹۸ خریداری شد. قبل از فروش به فولکس واگن، سرمایه‌گذار سهام خصوصی سی‌وی‌سی اقدام به خرید بوگاتی از طریق مشاور مالی شرکتی بریتانیایی آنگلو امریکن ونچرز کرد، اما قرارداد ۱۰۰ میلیون پوندی در مرحله بررسی دقیق شکست خورد.
آرتیولی لوتوس را در اوت ۱۹۹۳ از جنرال موتورز خریداری کرد و تا سال ۱۹۹۶ رئیس آن شد و تا سال ۱۹۹۸ از سمت خود کناره‌گیری کرد و مدیر پروژه‌های ویژه بود. او در سال ۱۹۹۶ اکثریت سهام را به پروتون فروخت تا زیان‌های خود را به دلیل ورشکستگی بوگاتی تأمین کند.
دختر او النا آرتیولی (زاده ۱۹۷۰) یک سیاستمدار حزب مردم تیرول جنوبی و Lega Nord Alto Adige – Südtirol است. لوتوس الیز به افتخار نوه رومانو آرتیولی الیزا آرتیولی نامگذاری شد.